# Лъвов мост
„Лъвов мост“ е важно и натоварено кръстовище и мост в централните части на София. Преди построяването му през 1889 г. на това място се е намирал Шареният мост. Мостът преминава над Владайската река и е разположен на кръстовището на бул. „Мария Луиза“ и бул. „Сливница“, като свързва Централната жп гара и Централната автогара с центъра на града. Мостът е една от забележителностите на столицата, както и символ на столичния район „Сердика“. В непосредствена близост до моста и кръстовището се намира и едноименният площад „Лъвов мост“.

### История
Историята на „Шарен мост“ се свързва с името на богатия софийски турчин Халил Сали Ефенди, сред шопите станал известен като „шашавия Халил“. Една реколта се случила много добра и сред шопите бързо се разчуло, че Халил купува слама. Селяните започнали да се надпреварват кой да му донесе повече. Халил никого не върнал, а честно, макар и евтино, плащал на всеки. На въпросите защо му е толкова слама, турчинът спокойно отговарял, че „времето продава сламата“. На следващата година реколтата не била толкова добра и селяните пак идвали при Халил – но този път, за да си купят по някоя кола слама. И Халил продавал – естествено, с голяма печалба. За да докаже на шопите, че изобщо не е „шашав“, съградил мост. От едната му страна стоял надпис: „С време продадох, мост създадох“, а от другата поръчал на каменоделците да изпишат върху камък едно нравоучение от Корана: „Където няма мост – съгради мост. Където няма чешма – съгради чешма“. В духа изцяло на турската архитектурна традиция мостът бил нашарен с червени и жълти линии, откъдето идва и името му „Шарен мост“. Днес тези надписи не са съхранени.
До Освобождението на мястото, на което сега се намира „Лъвов мост“, са екзекутирани престъпниците. В Османската империя е съществувало правило – ако престъпникът не е от града, да бъде обесен пред тази врата, през която е влязъл в него. Така например Левски е обесен до Източната порта. Местните обаче са екзекутирани по площадите. До „Лъвов мост“ са обесени участниците в Априлското въстание Стойчо Рашков и Тодор Малеев. Тук е екзекутиран и най-младият от четиримата софийски книжари – Георги Стоицев, псалт в църквата „Св. Крал“ (сегашна „Света Неделя“).
Веднага след Освобождението Христо Г. Данов предлага на това място да се изгради паметник на обесените книжари и революционери. Идеята бързо е споделена от интелектуалци и политици и се стига до изработването на един много мащабен проект за мемориал.
Проектът е на Вацлав Прошек. Изпълнението му се осъществява през 1889 – 1890 г. от фирмата „Братя Прошек“ и струва огромните по това време 260 000 златни лева. От целия комплекс е построен само мостът, на който лъвовете символизират четиримата обесени от турците българи книжари. Мостът е дълъг 26 m и е широк 18,1 m. има два отвора по 10 метра и канделабри над средните отвори. В книгата си „Спомени“ Димитър Пенев посочва за изпълнител на проекта – „Тодор Велян и с-ие“, под ръководството на инж. Конт, за когото пише подробно и списание „Светлина“, където е отпечатана една от първите фотографии на моста. Украсен е с четири бронзови фигури на лъвове, откъдето идва и името му. Те са изработени от виенската фирма „Филип Ваагнер Биро“ и поставени през 1891 г.
Според първоначалния проект мостът е централен елемент, около който трябва да се изгради голям кръгов площад, разделен на две от Владайската река, наричана в тази си част тогава „Канла“ (кървава). От всичко това днес е запазена само паметната плоча на Георги Стоицев, която стои отстрани на моста, извън общия ансамбъл.

### Градски транспорт
Автобусни линии: 11, 20, 21, 22, 78, 85, 86, 213, 285, 305, 310, 404, 413
Електробусна линия: 309
Тролейбусна линия: 6
Трамвайни линии: 1, 12, 18, 27
От 2012 г. площад „Лъвов мост“ се обслужва и от втората линия на Софийското метро.
- „Лъвов мост“ с движещия се по него трамвай, 2012 г.
- „Лъвов мост“, 2018 г.
- Паметна плоча на Георги Абаджията